# Spółgłoska szczelinowa dziąsłowo-podniebienna bezdźwięczna
Spółgłoska szczelinowa dziąsłowo-podniebienna bezdźwięczna – rodzaj dźwięku spółgłoskowego występujący w językach naturalnych. W międzynarodowej transkrypcji fonetycznej IPA oznaczana jest symbolem: [ɕ].

## Artykulacja
W czasie artykulacji podstawowego wariantu [ɕ]:
- modulowany jest prąd powietrza wydychanego z płuc, czyli jest to spółgłoska płucna egresywna,
- tylna część podniebienia miękkiego zamyka dostęp do jamy nosowej, powietrze uchodzi przez jamę ustną (spółgłoska ustna),
- prąd powietrza w jamie ustnej przepływa ponad całym językiem lub przynajmniej uchodzi wzdłuż środkowej linii języka (spółgłoska środkowa),
- następuje wysklepienie języka w kierunku przedniej części podniebienia przy jednoczesnym kontakcie czubka języka z dziąsłami – jest to spółgłoska przedniopodniebienna,
- wiązadła głosowe nie drgają, spółgłoska ta jest bezdźwięczna.

## Terminologia
Spółgłoskę [ɕ] zaliczamy do spółgłosek syczących, czyli sybilantów.

## Przykłady
- w języku polskim: siad [ɕat]
- w języku koreańskim: 시장 [ɕiˈʥaŋ], „głód”
- w języku mandaryńskim: 小 / xiǎo [ɕiɑu˨˩˦], „mały”